# Earthshaker Fest
Earthshaker Fest est un festival de « Hard n' Heavy Music » qui avait lieu en Bavière tous les ans en juillet de 2003 à 2007 jusqu'à ce que les organisateurs abandonnent faute de groupes phare disponibles en juillet et pour des questions budgétaires.

## Affiche 2003
Lieu :  Hirschaid 
Dates : 25-26 juillet
- Testament
- Doro
- Pretty Maids
- Annihilator
- Justice
- Powergod
- Evidence One
- Freedom Call
- End Of Green
- Stryker
- Cronos Titan
- Hatred
- Born Wild
- Desperate Cry
- Detox
- N.O.T
- DJ Andre

## Affiche 2004
Lieu : Hirschaid 
Dates :23-24 juillet
- Fear Factory
- In Flames
- Sodom
- Primal Fear
- Destruction
- Helloween
- U.D.O.
- Leaves’ Eyes
- Mnemic
- Disbelief
- Rose Tattoo
- Mantas
- 16 Hell Ventiler
- The Traceelords
- Dew-Scented
- Psychopunch
- Justice
- Dream Evil

## Affiche 2005

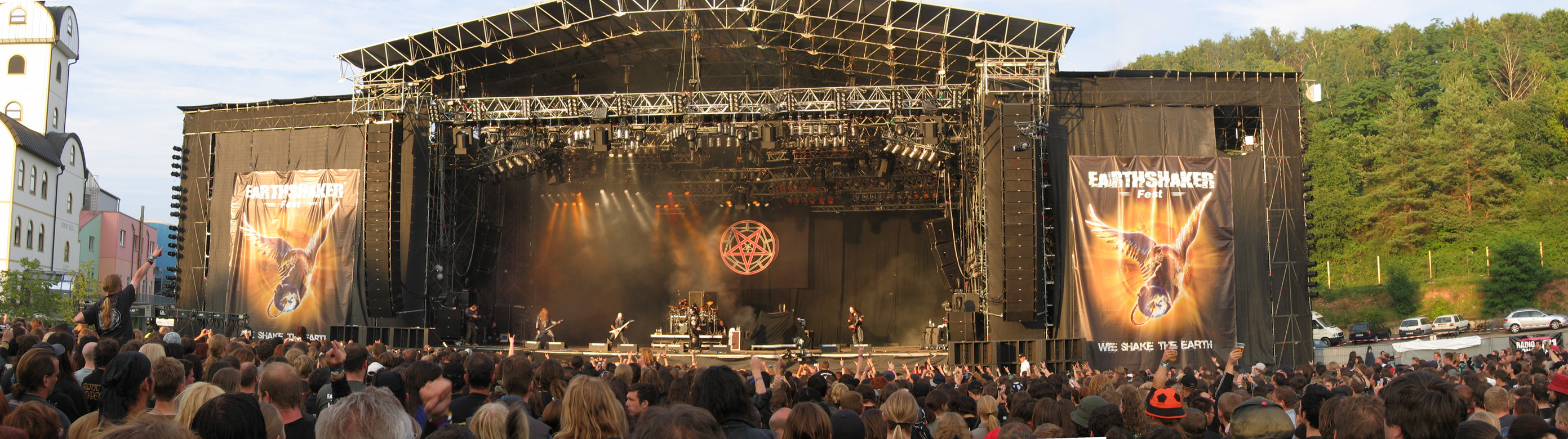
Dimmu Borgir sur scène

Lieu : Geiselwind

Dates : 22-23 juillet
- Manowar
- Nightwish
- Dimmu Borgir
- Rhapsody of fire
- After Forever
- Die Apokalyptischen Reiter
- Children of Bodom,
- J.B.O.
- Grave Digger
- Overkill (annulé)
- Hypocrisy
- Masterplan
- Primal Fear
- Loudness
- Finntroll
- Dragonlord
- Stormwarrior
- Evidence One
- Destruction
- Disbelief
- Cage
- Graveworm
- Justice
- Exilia
- Bludgeon
- Machine Men
- Turisas
- HolyHell
- Powergod
- Abandoned
- Force Of Evil

## Affiche 2006
Dates : du 20 au 22 juillet 

Lieu: Kreuth
- Hammerfall
- Venom
- Saxon
- Edguy
- Testament
- Lordi
- Opeth
- Satyricon
- Sodom
- Jon Oliva's Pain
- Soilwork
- Arch Enemy
- Rage
- Deathstars
- Kataklysm
- Caliban
- Ektomorf
- Wintersun
- Brainstorm
- Knorkator
- Communic
- One Man Army and the Undead Quartet
- Die Apokalyptischen Reiter
- Ensiferum
- Evergrey
- Scar Symmetry
- Threat Signal
- Equilibrium
- Justice.

## Affiche 2007
Lieu: Kreuth
- Motörhead
- Within Temptation
- Cradle Of Filth
- Testament
- Kreator
- Sepultura
- J.B.O.
- Gamma Ray
- Grave Digger
- U.D.O.
- Unleashed
- Masterplan
- After Forever
- Korpiklaani
- Legion of the Damned
- Vader
- God Dethroned
- Freedom Call
- Norther
- Dew-Scented
- Keep of Kalessin
- Hatesphere
- Graveworm
- Threshold
- Mystic Prophecy
- Eluveitie
- Sabaton
- Dezperadoz
- Melechesh
- Beatallica
- Justice
- Mors Principium Est
- Deadlock
- Runamok